# Merry Christmas (Mariah Carey)
Merry Christmas è il quarto album in studio, il primo interamente dedicato al Natale, della cantautrice statunitense Mariah Carey, pubblicato il 1º novembre 1994 dall'etichetta discografica Columbia contenente sia cover di brani popolari natalizi che nuovi brani. Per la preparazione dell'album, la Carey ha lavorato con Walter Afanasieff con il quale ha scritto tutti i singoli natalizi inediti contenuti nell'album. Con la pubblicazione di Merry Christmas, Mariah ha dimostrato di essere un'artista, non solo una cantautrice , come molti critici musicali avevano iniziato a ipotizzare.

## Descrizione
Nell'album vi è la presenza di numerosi strumenti musicali, tra i quali: tastiere, chitarre, basso, batteria e percussioni. La ragione principale dell'utilizzo nel disco di questi strumenti era quello di ricreare una reale e autentica melodia tipica della Chiesa, dando un maggiore suono natalizio ai brani. Dopo la sua uscita, l'album ha ricevuto recensioni generalmente positive ed è diventato un successo mondiale. I critici hanno lodato la voce della Carey così come il suo talento nello scrivere canzoni insieme ad Afanasieff. Numerosi brani furono estratti dall'album ed inviati a stazioni radiofoniche per scopi promozionali. L'album si orienta molto sul genere Gospel, Soul ed R&B.
Merry Christmas è stato pubblicato al culmine della carriera iniziale della Carey, tra Music Box (1993) e Daydream (1995). L'album è stato trainato dal brano, ormai divenuto un classico natalizio, All I Want for Christmas Is You, che è la hit natalizia più venduta nella storia. L'album ha venduto oltre 9 milioni di copie negli Stati Uniti fino all'8 dicembre 2023 venendo così certificato nove volte disco di platino. In Giappone, Merry Christmas ha venduto oltre 3 milioni di copie divenendo il 4º album più venduto (di un artista non giapponese) nel medesimo stato (superato da altri due album di Mariah Carey: Number 1's al 1º posto e Daydream al 3°).
Merry Christmas ha venduto oltre 15 milioni di copie nel mondo divenendo così il disco natalizio più venduto di tutti i tempi.
Nel 2010, la cantautrice ha ripetuto il fortunato esperimento incidendo un secondo disco natalizio, intitolato Merry Christmas II You.

## Antefatti
Fin dalla sua ascesa alla fama nel 1990, Mariah ha sempre sostenuto di essere una persona religiosa e spirituale. Ha sempre espresso la sua fede a Dio e con la pubblicazione dell'album è stata data la prova di ciò. Dopo il successo del precedente album, Music Box, ci furono numerose speculazioni riguardanti un nuovo progetto in cantiere, magari una continuazione del precedente album, ma non è stato così. Nell'ottobre 1994, solo un mese prima della pubblicazione dell'album, la rivista Billboard annunciò che la Carey avrebbe fatto uscire un album natalizio. I critici rimasero scioccati mentre Mariah Carey non si lasciò influenzare dalle voci riguardanti il fatto che l'album sarebbe stato un grande fiasco in quanto a vendite e la scelta si rivelò più che azzeccata poiché l'album ottenne numerosi riconoscimenti e certificazioni.
(Mariah Carey descrive il contenuto di Merry Christmas in una intervista a CD Review)

## Composizione e registrazione
Durante lo sviluppo dell'album, Carey ha lavorato con Walter Afanasieff, con il quale aveva già collaborato per i suoi album Emotions (1991) e Music Box (1993). Insieme, hanno scritto le tre canzoni originali dell'album, oltre a produrre la maggior parte dei brani tradizionali presso lo studio di registrazione The Hit Factory, a New York.
Merry Christmas vanta una grande varietà di arrangiamenti musicali, suoni e generi. L'obiettivo di Carey era quello di fornire un album che avesse un "tocco natalizio", fornendo una miscela di brani pieni di sentimento. Il brano Jesus Oh What a Wonderful Child, prodotta da Carey, Afanasieff e Holland, è stata descritta come un arrangiamento di un gospel tradizionale. La registrazione è avvenuta all'interno in una chiesa, con cantanti dal vivo e bambini che suonavano tamburelli ed altri strumenti melodiosi. L'obiettivo era quello di produrre una "vera canzone dal sapore di chiesa", in cui Loris Holland suonava le tastiere e permetteva alla voce di Carey di "liberarsi".
All I Want for Christmas Is You, il singolo principale dell'album è stato descritto come una "canzone d'amore ritmata, che avrebbe potuto facilmente essere scritta per Tommy Mottola". Miss You Most (At Christmas Time), un'altra delle tracce originali dell'album,  è stata descritta come una "ballata triste", in linea con molti dei precedenti singoli di successo di Carey. La canzone prevedeva un'orchestra sintetizzata, comprese le note della tastiera di Afanasieff. Anche Jesus Born on This Day è stato prodotto con un'orchestra sintetizzata, e con un coro di bambini dal vivo.

## Accoglienza
| Recensione        | Giudizio |
| ----------------- | -------- |
| AllMusic          |          |
| The Baltimore Sun | Positivo |
| The Boston Globe  | Positivo |
| New York Times    | Misto    |
| Stylus Magazine   | Positivo |

L'album ha ottenuto recensioni generalmente positive dai critici musicali. Barry Schwartz, direttore di Stylus Magazine, ha dato all'album una recensione molto positiva, lodando la voce della cantautrice , l'autenticità del disco e delle canzoni d'autore. A parte l'album, Schwartz ha esaltato All I Want for Christmas Is You e soprattutto le frasi I don't want a lot for Christmas/I won't even wish for snow(IT: Non chiederò molto a questo Natale/non desidero neanche la neve) poiché esprimono il vero significato del Natale. JD Considine del The Baltimore Sun ha detto che l'album "può sembrare solo un altro tentativo di incassare durante il periodo di Natale, ma in realtà è il lavoro di qualcuno che ama davvero questa musica" ed ha definito banale la reinterpretazione di Santa Claus Is Coming to Town mentre ha esaltato quella di Joy to the World. L'album ha ricevuto una recensione ben poco entusiasta da Roch Parisien di AllMusic che ha elogiato esclusivamente il brano All I Want for Christmas Is You mentre ha definito orribili le reinterpretazioni di Joy to the World e di O Holy Night. Steve Morse del The Boston Globe ha commentato: "I suoi primi cd erano così raffinati ma questo può essere considerato il suo migliore album poiché è riuscita a mescolare canzoni originali (come All I Want for Christmas Is You) con canti tradizionali (Silent Night e Joy to the World) e persino il classico natalizio di Phil Spector, Christmas (Baby Please Come Home) ".

## Tracce
CD (Columbia 477342 2 (Sony) / EAN 5099747734229)
1. Silent Night – 3:41 (Josef Mohr)
2. All I Want for Christmas Is You – 4:01 (Mariah Carey, Walter Afanasieff)
3. O Holy Night – 4:27 (Adolphe Adam)
4. Christmas (Baby Please Come Home) – 2:35 (Jeff Barry)
5. Miss You Most (At Christmas Time) – 4:32 (Mariah Carey, Walter Afanasieff)
6. Joy to the World – 4:20 (Handel)
7. Jesus Born on This Day – 3:43 (Mariah Carey, Walter Afanasieff)
8. Santa Claus Is Coming to Town – 3:24 (Haven Gillespie, J. Fred Coots)
9. Hark! The Herald Angels Sing / Gloria (In Excelsis Deo) – 3:01 (Charles Wesley)
10. Jesus, Oh What a Wonderful Child – 4:26 – (canto tradizionale)
11. God Rest Ye Merry, Gentlemen – 1:18 – (canto tradizionale, solo per Europa, Asia e Australia)

Durata totale: 39:28

## Successo commerciale
Merry Christmas ha debuttato negli Stati Uniti al 30º posto della Billboard 200 con 45.000 copie vendute nella prima settimana. Nella sua terza settimana di presenza consecutiva, l'album ha raggiunto la top ten (7º posto), vendendo 208 000 copie mentre la settimana successiva è salito nuovamente di tre posti, passando dal 7º al 4º, con 500 000 copie. Nel 1994 è stato il secondo album natalizio più venduto con 1 859 000 copie. Negli Stati Uniti, è stato certificato 9 volte platino nel 2023, con oltre 9 milioni di copie vendute.
In Giappone, Merry Christmas ha avuto il maggior successo, diventando numero uno in classifica e con 2,8 milioni di copie vendute è il quarto album più venduto da un’artista solista non asiatica. In Europa, ha raggiunto il primo posto in Lettonia e Lituania e la top 5 in Germania, Italia, Svezia e altri paesi, ottenendo certificazioni multiple, tra cui il doppio platino in Italia.
In Australia, l'album è stato certificato sette volte disco di platino nel  per avere venduto oltre 490 000 copie. È stato l'11º album più venduto nel 1994.
A livello globale, Merry Christmas ha venduto più di 15 milioni di copie, diventando uno degli album natalizi più venduti di sempre.

## Classifiche
L'album è comparso per la prima volta nelle classifiche dei paesi in cui è stato pubblicato nel novembre del 1994. Negli anni seguenti, in corrispondenza con le festività natalizie, il disco ed il singolo All I Want for Christmas Is You tornano regolarmente in classifica.
| Classifica (1994-2024) | Posizione massima |
| ---------------------- | ----------------- |
| Italia                 | 4                 |
| Australia              | 2                 |
| Austria                | 4                 |
| Belgio                 | 4                 |
| Canada                 | 4                 |
| Corea del Sud          | 33                |
| Croazia                | 22                |
| Danimarca              | 4                 |
| Estonia                | 5                 |
| Finlandia              | 6                 |
| Francia                | 44                |
| Germania               | 2                 |
| Giappone               | 1                 |
| Grecia                 | 9                 |
| Irlanda                | 29                |
| Islanda                | 4                 |
| Lettonia               | 1                 |
| Lituania               | 1                 |
| Norvegia               | 4                 |
| Nuova Zelanda          | 6                 |
| Paesi Bassi            | 10                |
| Polonia                | 12                |
| Portogallo             | 9                 |
| Regno Unito            | 32                |
| Scozia                 | 63                |
| Spagna                 | 26                |
| Stati Uniti            | 3                 |
| Svezia                 | 2                 |
| Svizzera               | 4                 |